# Tantalate
Ne doit pas être confondu avec Tantalite.
Un tantalate est un anion contenant du tantale ou un sel de cet anion. Un exemple commercialement important est l'ion heptafluorotantalate (TaF72−) et son sel de potassium (K2TaF7).

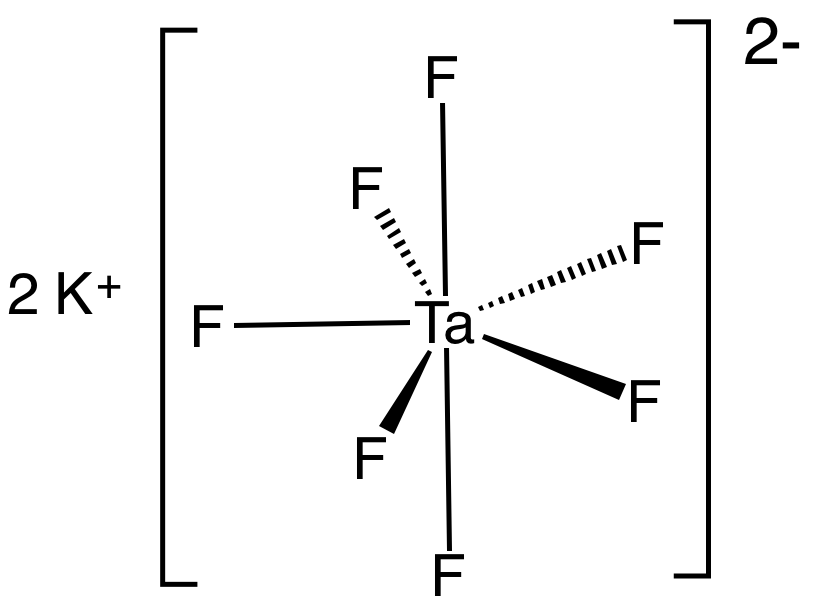
Heptafluorotantalate de potassium.

Beaucoup d'oxydes de tantale sont appelés tantalates. Ils sont vus comme des dérivés de l'"acide tantalique", composé hypothétique de formules Ta2O5·nH2O ou HTaO3. Des exemples de ces tantalates sont le tantalate de lithium (LiTaO3), le tantalate de lutécium (LuTaO4) et le tantalate de plomb-scandium (PST) ou Pb(ScxTa1-x)O3. Les polyoxométallates contenant du tantale fournissent des exemples d'oxydes de tantale qui existent en solution.